# Lijst van zoogdieren in Albanië
Hieronder vindt u een lijst van zoogdieren in Albanië. In totaal zijn er 91 zoogdiersoorten opgenomen in deze lijst. Alle gegevens zijn afkomstig van de IUCN rode lijst. Diersoorten die voorkomen in de territoriale wateren van Albanië zijn ook in deze lijst opgenomen.

## ordeEulipotyphla(Insecteneters)

### familieErinaceidae(Egels)
- Oost-Europese egel (Erinaceus roumanicus)

### familieTalpidae(Mollen)
- Mol (Talpa europaea)
- Blinde mol (Talpa caeca)
- Balkanmol (Talpa stankovici)

### familieSoricidae(Spitsmuizen)
- Dwergspitsmuis (Sorex minutus)
- Veldspitsmuis (Crocidura leucodon)
- Millers waterspitsmuis (Neomys anomalus)
- Tuinspitsmuis (Crocidura suaveolens)
- Wimperspitsmuis (Suncus etruscus)
- Waterspitsmuis (Neomys fodiens)
- Bosspitsmuis (Sorex araneus)
- Bergspitsmuis (Sorex alpinus)

## ordeChiroptera(Vleermuizen)

### familieRhinolophidae(Hoefijzerneuzen)
- Kleine Hoefijzerneus (Rhinolophus hipposideros)
- Paarse hoefijzerneus (Rhinolophus euryale)
- Grote hoefijzerneus (Rhinolophus ferrumequinum)
- Blasuis' hoefijzerneus (Rhinolophus blasii)

### familieMolossidae(Bulvleermuizen)
- Europese bulvleermuis (Tadarida teniotis)

### familieMiniopteridae
- Langvleugelvleermuis (Miniopterus schreibersii)

### familieVespetilionidae(Gladneuzen)
- Bosvleermuis (Nyctalus leisleri)
- Tweekleurige vleermuis (Vespertilio murinus)
- Ruige dwergvleermuis (Pipistrellus nathusii)
- Savi's dwergvleermuis (Hypsugo savii)
- Rosse vleermuis (Nyctalus noctula)
- Vale vleermuis (Myotis myotis)
- Kleine vale vleermuis (Myotis blythii)
- Ingekorven vleermuis (Myotis emarginatus)
- Bechsteins vleermuis (Myotis bechsteinii)
- Capaccini's vleermuis (Myotis capaccinii)
- Baardvleermuis (Myotis mystacinus)
- Brandts vleermuis (Myotis brandtii)
- Berggrootoorvleermuis (Plecotus macrobullaris)
- Grootoorvleermuis (Plecotus auritus)
- Plecotus kolombatovici
- Grijze grootoorvleermuis (Plecotus austriacus)
- Gewone dwergvleermuis (Pipistrellus pipistrellus)
- Kuhls dwergvleermuis (Pipistrellus kuhlii)
- Grijze grootoorvleermuis (Plecotus austriacus)
- Gewone dwergvleermuis (Pipistrellus pipistrellus)
- Kuhls dwergvleermuis (Pipistrellus kuhlii)
- Franjestaart (Myotis nattereri)
- Steppebaardvleermuis (Myotis aurascens)
- Watervleermuis (Myotis daubentonii)
- Laatvlieger (Eptesicus serotinus)

## ordeCarnivora(Roofdieren)

### familieFelidae(Katachtigen)
- Wilde kat (Felis silvestris)
- Euraziatische lynx (Lynx lynx)

### familieCanidae(Hondachtigen)
- Goudjakhals (Canis aureus)
- Wolf (Canis lupus)
- Vos (Vulpes vulpes)

### familieUrsidae(Beren)
- Bruine beer (Ursus arctos)

### familiePhocidae(Zeehonden)
- Mediterrane monniksrob (Monachus monachus)

### familieMustelidae(Marterachtigen)
- Boommarter (Martes martes)
- Das (Meles meles)
- Otter (Lutra lutra)
- Wezel (Mustela nivalis)
- Bunzing (Mustela putorius)
- Hermelijn (Mustela erminea)
- Steenmarter (Martes foina)

## ordeArtiodactyla(Evenhoevigen)

### familieSuidae(Varkens)
- Wild zwijn (Sus scrofa)

### familieBovidae(Holhoornigen)
- Gems (Rupicapra rupicapra)

### familieCervidae(Hertachtigen)
- Ree (Capreolus capreolus)
- Edelhert (Cervus elaphus)
- Damhert (Dama dama)

## ordeCetacea(Walvisachtigen)

### familiePhyseteridae(Potvissen)
- Potvis (Physeter macrocephalus)

### familieZiphiidae(Spitssnuitdolfijnen)
- Dolfijn van Cuvier (Ziphius cavirostris)

### familieDelphinidae(Dolfijnen)
- Gewone dolfijn (Delphinus delphis)
- Gestreepte dolfijn (Stenella coeruleoalba)
- Gramper (Grampus griseus)
- Tuimelaar (Tursiops truncatus)
- Snaveldolfijn (Steno bredanensis)

## ordeLagomorpha(Haasachtigen)

### familieLeporidae(Hazen en konijnen)
- Haas (Lepus europaeus)
- Europees konijn (Oryctolagus cuniculus)

## ordeRodentia(Knaagdieren)

### familieScuiridae(Eekhoorns)
- Eekhoorn (Sciurus vulgaris)

### familieGliridae(Slaapmuizen)
- Hazelmuis (Muscardinus avellanarius)
- Bosslaapmuis (Dryomys nitedula)
- Relmuis (Glis glis)

### familieSpalacidae
- Westelijke blindmuis (Nannospalax leucodon)

### familieMuridae
- Grote bosmuis (Apodemus flavicollis)
- Dwergmuis (Micromys minutus):
- Brandmuis (Apodemus agrarius)
- Bosmuis (Apodemus sylvaticus)
- Huismuis (Mus musculus)
- Bruine rat (Rattus norvegicus)
- Zwarte rat (Rattus rattus)
- Macedonische huismuis (Mus macedonicus)
- Westelijke rotsmuis (Apodemus epimelas)
- Steppemuis (Mus spicilegus)

### familieCricetidae(Woelmuisachtigen)
- Sneeuwmuis (Chionomys nivalis)
- Veldmuis (Microtus arvalis)
- Woelrat (Arvicola amphibius)
- Ondergrondse woelmuis (Microtus subterraneus)
- Muskusrat (Ondatra zibethicus)
- Balkansneeuwmuis (Dinaromys bogdanovi)
- Feltens woelmuis (Microtus felteni)
- Thomas' woelmuis (Microtus thomasi)

Landen: Afghanistan · Albanië · Algerije · Andorra · Angola · Antigua en Barbuda · Argentinië · Armenië · Australië · Azerbeidzjan · Bahama's · Bahrein · Bangladesh · Barbados · België · Belize · Benin · Bhutan · Bolivia · Bosnië en Herzegovina · Botswana · Brazilië · Brunei · Bulgarije · Burkina Faso · Burundi · Cambodja · Canada · Centraal-Afrikaanse Republiek · Chili · China · Colombia · Comoren · Congo-Brazzaville · Congo-Kinshasa · Costa Rica · Cuba · Cyprus · Denemarken · Djibouti · Dominica · Dominicaanse Republiek · Duitsland · Ecuador · Egypte · El Salvador · Equatoriaal-Guinea · Eritrea · Estland · Ethiopië · Fiji · Filipijnen · Finland · Frankrijk · Gabon · Gambia · Georgië · Ghana · Grenada · Griekenland · Guatemala · Guinee · Guinee-Bissau · Guyana · Haïti · Honduras · Hongarije · Ierland · IJsland · India · Indonesië · Irak · Iran · Israël · Italië · Ivoorkust · Jamaica · Japan · Jemen · Jordanië · Kaapverdië · Kameroen · Kazachstan · Kenia · Kirgizië · Kiribati · Koeweit · Kosovo · Kroatië · Laos · Lesotho · Letland · Libanon · Liberia · Libië · Liechtenstein · Litouwen · Luxemburg · Madagaskar · Malawi · Maldiven · Maleisië · Mali · Malta · Marokko · Marshalleilanden · Mauritanië · Mauritius · Mexico · Micronesië · Moldavië · Monaco · Mongolië · Montenegro · Mozambique · Myanmar · Namibië · Nauru · Nederland · Nepal · Nicaragua · Nieuw-Zeeland · Niger · Nigeria · Noord-Korea · Noord-Macedonië · Noorwegen · Oeganda · Oekraïne · Oezbekistan · Oman · Oostenrijk · Oost-Timor · Pakistan · Palau · Panama · Papoea-Nieuw-Guinea · Paraguay · Peru · Polen · Portugal · Qatar · Roemenië · Rusland · Rwanda · Saint Kitts en Nevis · Saint Lucia · Saint Vincent en de Grenadines · Salomonseilanden · Samoa · San Marino · Sao Tomé en Principe · Saoedi-Arabië · Senegal · Servië · Seychellen · Sierra Leone · Singapore · Slovenië · Slowakije · Soedan · Somalië · Spanje · Sri Lanka · Suriname · Swaziland · Syrië · Tadzjikistan · Tanzania · Thailand · Togo · Tonga · Trinidad en Tobago · Tsjaad · Tsjechië · Tunesië · Turkije · Turkmenistan · Tuvalu · Uruguay · Vanuatu · Venezuela · Verenigd Koninkrijk · Verenigde Arabische Emiraten · Verenigde Staten · Vietnam · Wit-Rusland · Zambia · Zimbabwe · Zuid-Afrika · Zuid-Korea · Zweden · Zwitserland

Overig: Lijst van zoogdieren · Lijst van zoogdieren in Europa · Lijst van zoogdieren op Newfoundland · Lijst van zoogdieren met Nederlandse namen